# غاستون أوريلانا
غاستون أوريلانا (بالإسبانية: Gastón Orellana)‏ هو رسام إسباني، ولد في 18 يوليو 1933 في فالبارايسو في تشيلي.